# 2013년 고양 원더스 시즌
2013년 고양 원더스 시즌은 고양 원더스가 KBO 퓨처스리그에 비공식적으로 참가한 2번째 시즌이다. 김성근 감독이 팀을 이끌었으며, 팀은 퓨처스리그 팀들과 48경기를 치러서 37승 6무 15패(승률 0.643)를 기록했다. 퓨처스리그 순위에 대입해보면 전체 1위에 해당하는 성적이었다.

## 코치
- 수석코치 : 김광수
- 투수코치 : 이상훈, 박상열
- 타격코치 : 이시미네 카즈히코, 아베 오사무, 박철우
- 수비코치 : 이시미네 카즈히코
- 배터리코치 : 야마나카 기요시
- 트레이닝코치 : 강성인, 홍남일

## 선수단
- 투수 : 왕민수, 박병우, 루이스 곤잘레스, 오시리스 마토스, 김재현, 강우찬, 박성범, 김장우, 디오니 소리아노, 이상훈, 윤현진, 김민찬, 김민형, 송일출, 이충희, 장성희, 김성한, 김용성, 김현석, 박병우, 정재우, 채선관, 강정민, 김경열, 김동호, 여정호, 오현민
- 포수 : 김종민, 손명기, 최성락, 오두철
- 내야수 : 안형권, 김남훈, 이성엽, 박선호, 박진영, 김우재, 황목치승, 이제우, 송주호, 정윤혁, 김정록, 이원재
- 외야수 : 이병용, 최승원, 설재훈, 최성현, 이승주, 조성원, 이용욱, 김진곤